# 이수 (문정공)
이수(李隨, 1374년 ~ 1430년 4월 17일)는 조선의 초기의 문신이다. 본관은 봉산(鳳山)이며 봉산 이씨의 시조이다. 자는 택지(擇之), 호는 심은(深隱) 혹은 관곡(寬谷), 시호는 문정(文靖).

## 생애
1396년(태조 5년) 생원시에 1위로 합격하였으며, 1410년(태종 10년)왕이 경명행수(經明行修: 경서에 밝고 행실이 바름)한 사람을 구할 때, 대사성 유백순(柳伯淳)의 천거로 뽑혔으나 사퇴하였다. 이듬해 왕명을 받고 상경하여 여러 왕자의 교육을 맡아보았다.
1412년 종묘서주부(宗廟署主簿)를 지내고, 1414년 태종이 성균관에 행차하여 취사(取士)를 볼 때, 4위로 급제하여 전사주부(典祀主簿)·공조정랑·예조정랑을 역임하고, 1417년에는 전사소윤(典祀少尹)을 지냈다.
1418년 세종이 즉위하자 사재감정(司宰監正)·좌군동지총제(左軍同知摠制)를 지냈다. 1422년(세종 4년) 황해도 관찰사를 거쳐, 고부부사(告訃副使)가 되어 명나라에 다녀왔다. 1423년 예문관제학·이조참판에 제수되었고, 1425년 중군도총제(中軍都摠制)·참찬의정부사를 역임하였다.
1427년 모친상으로 사직하였지만, 1429년 예문관 대제학·이조판서에 재 등용되었고, 이듬해에는 병조판서가 되었으나 취중에 말에서 떨어져 낙사하였다. 후일 세종의 묘정(廟庭)에 배향되었다. 시호는 문정(文靖)으로 [배우기를 부지런히 하고 묻기를 좋아함이 문(文)이요, 몸을 공손히 가지고 말이 적음이 정(靖)]이다.

## 자녀
- 구종(龜從)
- 서종(筮從)
- 복종(卜從)
- 길종(吉從)

## 같이 보기
- 세종
- 황희
- 최윤덕
- 허조